# Тихмянов, Леонид Павлович
Леони́д Па́влович Тихмя́нов (17 февраля 1920, дер. Золотково, Псковская губерния — 7 января 1981, Тула) — советский офицер-миномётчик, участник Великой Отечественной войны, Герой Советского Союза (16.05.1944). Генерал-майор (1980).

## Биография
Родился 17 февраля 1920 года в деревне Золотково (ныне — Новосокольнический район Псковской области). Окончив семь классов школы в Новосокольниках, работал на железной дороге. Активно занимался в местном отделении Осоавиахима. В 1936 году окончил Торжокский техникум механизации сельского хозяйства, работал в Малышевской машинно-тракторной станции Калининской области.
В сентябре 1940 года был призван на службу в Рабоче-крестьянскую Красную Армию. Окончил артиллерийское училище. С лета 1941 года — участник Великой Отечественной войны, воевал в составе 109-го мотострелкового полка 109-й танковой дивизии на Резервном фронте. Участник Смоленского оборонительного сражения. В боях был тяжело ранен. В 1943 году Л. Тихмянов окончил Лепельское миномётное училище.
С июня 1943 года вновь на фронте, будучи назначен командиром батареи 12-го миномётного полка 43-й миномётной бригады 3-й гвардейской артиллерийской дивизии 5-го артиллерийского корпуса прорыва Западного фронта.
Командир миномётной батареи 12-го миномётного полка 43-й миномётной бригады 3-й гвардейской артиллерийской дивизии прорыва 5-го артиллерийского корпуса прорыва Западного фронта старший лейтенант Леонид Тихмянов отличился во время Витебской наступательной операции. В этих тяжёлых и кровопролитных боях 25 февраля 1944 года батарея Тихмянова (24 бойца) и группа бойцов и командиров 927-го стрелкового полка (12 человек) оказались обойдены крупными силами врага. Под его командованием бойцы заняли круговую оборону и несколько часов стойко обороняли важную высоту к востоку от деревни Шарово Витебской области Белорусской ССР, отразив четыре ожесточённые атаки и продержавшись до переправы основных сил. Сначала вели огонь из миномётов, а когда враг подошёл совсем близко, то отбивались гранатами и стрелковым оружием. В критический момент боя Тихмянов вызвал огонь на себя. Противник понёс большие потери (на после боя осталось 259 убитых немцев) и был отброшен направленным на помощь окружённым лыжным батальоном. Из 36 бойцов к концу боя остались в живых 19, все они были ранены.
Указом Президиума Верховного Совета СССР от 16 мая 1944 года за «мужество и героизм, проявленные на фронте борьбы с немецкими захватчиками», старший лейтенант Леонид Тихмянов был удостоен высокого звания Героя Советского Союза с вручением ордена Ленина и медали «Золотая Звезда» за номером 2294.
В бою 25 октября 1944 года на границе с Восточной Пруссией был тяжело ранен осколками в левую голень и в лицо, лишился левого глаза. После лечения в госпитале в феврале 1945 года командовал учебной батареей в 28-м запасном миномётном полку, затем его направили на учёбу.
После окончания войны Тихмянов продолжил службу в Советской Армии. В 1945 году он окончил Высшую офицерскую артиллерийскую штабную школу в Коломне и с марта 1946 года служил начальником штаба дивизиона отдельного артиллерийского полка при этой школе. С 1954 года служил военным комиссаром Кимовского района Тульской области. С января 1963 года руководил Тульским областным комитетом ДОСААФ. За годы его руководства по итогам оборонно-массовой, военно-патриотической и спортивной работы Тульское областное оборонное общество 14 раз занимало призовые места во Всесоюзном соревновании по ДОСААФ, в том числе 9 раз было в нём первым. Избирался членом ревизионной комиссии Тульского областного комитета КПСС, депутатом Тульского городского Совета депутатов трудящихся, членом ЦК ДОСААФ СССР. Генерал-майор Леонид Тихмянов умер 7 января 1981 года в своём рабочем кабинете.
Похоронен на Смоленском кладбище в Туле.

## Награды
- Герой Советского Союза (16.05.1944)
- Орден Ленина (16.05.1944)
- Два ордена Красной Звезды
- Орден «За службу Родине в Вооружённых Силах СССР» 3-й степени (30.04.1975)
- Медаль «За боевые заслуги» (15.11.1950)
- Ряд других медалей СССР[2]

## Память
- Высота, на которой держали бой герои, официально названа Тихмяновской высотой. На ней установлен величественный монумент в честь этого подвига.
- Именем Л. П. Тихмянова названы школа в Новосокольниках, Тульская объединённая техническая школа ДОСААФ[2], средняя общеобразовательная школа № 33 имени Героя Советского Союза Леонида Павловича Тихмянова в Туле и образовательный центр № 8 в Туле.
- В честь Л. П. Тихмянова названы улицы в Туле и Новосокольниках.
- В 2018 году на здании Тульской объединённой технической школы ДОСААФ торжественно открыта мемориальная доска[4].

## Сочинения
- Тихмянов Л. П. Растим патриотов. — Москва: Издательство ДОСААФ, 1978. — 86 с.